# Dorje Drag
| Tibetische Bezeichnung |
| --- |
| Tibetische Schrift: རྡོ་རྗེ་བྲག་དགོན་པ། |
| Wylie-Transliteration: rdo rje brag dgon pa |
| Offizielle Transkription der VRCh: Dorjêchag |
| THDL-Transkription: Dorjedrak |
| Andere Schreibweisen: Dorjedrag, Dorje Drak, Dorjetra, Dorjey-drag, Thubten Dorje Drag Ewam Chögar, Thub-bstan rDo-rje brag E-wam chos-sgar dGon-pa |
| Chinesische Bezeichnung |
| Traditionell: 多吉札寺 |
| Vereinfacht: 多吉札寺, 多吉扎寺, 多杰扎寺, 土登多杰扎寺                                                                                             |
| Pinyin:Duōjízhá Sì |

Dorje Drag ist ein Kloster der Nyingma-Schule des tibetischen Buddhismus am nördlichen Ufer des Yarlung Tsangpo im Kreis Gongkar des Regierungsbezirks Lhokha in Tibet. Das Kloster ist das Ursprungskloster der Lehrtradition der „Nördlichen Schätze“ (tib. byang gter) und eines der sechs wichtigsten Nyingma-Klöster Tibets. An anderer Stelle wurde ein Kloster gegen Ende des 16. Jhs. von Trashi Tobgyel (1550–1602) erbaut (bzw. erweitert) und 1632 von Ngagi Wangpo (1580–1639) an der jetzigen Stelle neugegründet. Im 57. Jahr der Kangxi-Ära (1718) bei der Invasion der mongolischen Dsungaren in Tibet wurde das Kloster schwer beschädigt, in der Zeit der Herrschaft von Pholhane (1728–1747) wurden die Schäden ausgebessert.